# Command & Conquer: Yuri’s Revenge
Command & Conquer: Yuri’s Revenge е компютърна игра, стратегия в реално време, допълнение към Command & Conquer: Red Alert 2. Играта излиза на 28 септември 2001 година, неин разработчик е компанията Westwood Studios. Тя се състои от две кампании, всяка от които се състои от седем мисии.

## Сюжет
Всичко е добре в земята на свободата. С решителната победа над съветския съюз и смъртта на Сталин, Америка може да си върне вкусните плодове на свободата: Ябълков пай и бейзбол. Вечният страх, от война, на американските разузнавателни сили сложи на пост в СССР кукленият диктатор Генерал Романов, глава на Световния Социялистически Мир (ССМ). Американските Защитни служби обмисля гражданската войната която започна в Мексико (от дълго време комунистките разногласия са създавали проблеми там) и счели ходът на Романов, да приближи войските си и да арестува неарестуваните, и да установи мир в държавата членка на ССМ, за рутинен.
Но странни неща започнаха да се случват, целящи да разсеят самонадеяната Америка. Скоро предупредителната система на САЩ изключва. Утановявайки проблемът, Пентагонът не очаква, че Романов може да бъде нарушителя докато не започват да пристигат пристигат доклади. Докладите са за Руски отряди прекрачващи границите на Тексас и Калифорния и поставящи мистериозни високо охранявани сигнални станции. Цивилните доклади казват за дискомфорт у гражданите, болки във всички мускули, главоболия, а тези които са най-близо до сигналите се превръщали направо в зомбита. Има дори доклади за американски цивилни граждани, които взимат оръжие и се бият заедно със съветските войски, подчинявайки се на Майка Русия.
След някои обсъждания и дебати президента обяви война срещу Руската армия в Мексико. Пентагонът предлага решение съдържащо ядрено оръжие за да унищожи централната база. Червеният телефон звънна във военната стая. Министъра на войната издаде крайната заповед. Бутонът беше натиснат, но нищо не се случи.
Американските ядрени бомби останали неизползваеми в техните силози. Централният защитен компютър на Пентагонът е мъртъв. За сега, разузнавателните сили потвърждават най-лошото: Романов предприема атака срещу САЩ използвайки най-лошото възможно оръжие. Физически-контролирани цивилни отряди, чийто мозъци са толкова смъртоностни, колкото AK-47. По-нататъшни доклади казват невъзможното: гигантски мозъчно-контролирани октоподи нападат флотата на САЩ при калифорнийския залив. Зомби-подобни крави, обвързани с високотехнологични експлозиви атакуват масово в Военновъздушната база на Аламо в Тексас.